# Сант-Женев'єв (Міссурі)
Сант-Женев'єв (англ. Ste. Genevieve) — місто (англ. city) в США, в окрузі Сент-Дженев'єв штату Міссурі. Населення — 4999 осіб (2020).

## Географія
Сант-Женев'єв розташований за координатами 37°58′30″ пн. ш. 90°2′59″ зх. д. / 37.97500° пн. ш. 90.04972° зх. д. (37.975034, -90.049792).  За даними Бюро перепису населення США в 2010 році місто мало площу 10,62 км², з яких 10,61 км² — суходіл та 0,01 км² — водойми.

## Демографія
Згідно з переписом 2010 року, у місті мешкало 4410 осіб у 1824 домогосподарствах у складі 1087 родин. Густота населення становила 415 осіб/км².  Було 2018 помешкань (190/км²).
Расовий склад населення:
| - 95,8 % — білих - 1,6 % — чорних або афроамериканців - 0,6 % — азіатів - 0,4 % — корінних американців |

До двох чи більше рас належало 1,4 %. Частка іспаномовних становила 1,2 % від усіх жителів.
За віковим діапазоном населення розподілялося таким чином: 21,8 % — особи молодші 18 років, 57,7 % — особи у віці 18—64 років, 20,5 % — особи у віці 65 років та старші. Медіана віку мешканця становила 43,0 року. На 100 осіб жіночої статі у місті припадало 93,8 чоловіків;  на 100 жінок у віці від 18 років та старших — 88,6 чоловіків також старших 18 років.
Середній дохід на одне домашнє господарство  становив 43 078 доларів США (медіана — 35 462), а середній дохід на одну сім'ю — 53 432 долари (медіана — 45 120). Медіана доходів становила 41 063 долари для чоловіків та 26 020 доларів для жінок. За межею бідності перебувало 26,6 % осіб, у тому числі 37,5 % дітей у віці до 18 років та 15,9 % осіб у віці 65 років та старших.
Цивільне працевлаштоване населення становило 1730 осіб. Основні галузі зайнятості: освіта, охорона здоров'я та соціальна допомога — 32,9 %, виробництво — 32,3 %, транспорт — 8,0 %, роздрібна торгівля — 7,1 %.